# Verwaltungsgemeinschaft Egloffstein
Die Verwaltungsgemeinschaft Egloffstein im oberfränkischen Landkreis Forchheim wurde im Zuge der Gemeindegebietsreform am 1. Mai 1978 gegründet und zum 1. Januar 1980 bereits wieder aufgelöst.
Der Verwaltungsgemeinschaft hatten die Marktgemeinde Egloffstein und die Gemeinde Obertrubach angehört.